# Randwick (region)
Randwick är en region i Australien. Den ligger i delstaten New South Wales, i den sydöstra delen av landet, nära delstatshuvudstaden Sydney. Antalet invånare är 142 310. Arean är 36 kvadratkilometer.
Följande samhällen finns i Randwick:
- Maroubra
- Randwick
- Kingsford
- Coogee
- Kensington
- Matraville
- South Coogee
- Malabar
- Clovelly
- Daceyville
- Phillip Bay
- La Perouse

Runt Randwick är det i huvudsak tätbebyggt. Genomsnittlig årsnederbörd är 1 380 millimeter. Den regnigaste månaden är februari, med i genomsnitt 200 mm nederbörd, och den torraste är juli, med 36 mm nederbörd.